# 科达利亚
科达利亚（Kodalia），是印度西孟加拉邦Hugli县的一个城镇。总人口8068（2001年）。

## 人口
该地2001年总人口8068人，其中男性4177人，女性3891人；0—6岁人口893人，其中男497人，女396人；识字率69.63%，其中男性为75.10%，女性为63.76%。